# Ricardo Ehrlich

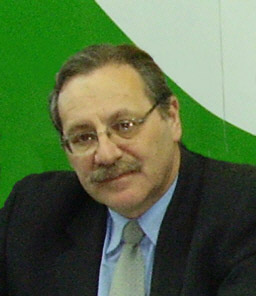
Ricardo Ehrlich

Ricardo Mario Ehrlich Szalmian (* 4. November 1948 in Montevideo) ist ein uruguayischer Politiker. Von 2005 bis 2010 war er Bürgermeister (span.: Intendente Municipal) von Montevideo.
Ehrlich wurde 1972 wegen seiner Verbindungen zur Guerillabewegung MLN verhaftet und ging nach seiner Haftentlassung 1973 nach Europa, wo er bis zu seiner Rückkehr 1987 in Frankreich im Exil lebte. In den Bürgermeisterschaftswahlen von 2005 ging Ehrlich als Kandidat der Frente Amplio mit 61 Prozent als Sieger hervor. Sein nächstgelegener Rivale war mit 27 Prozent Pedro Bordaberry von der Partido Colorado, ein Sohn von Ex-Präsident Juan María Bordaberry. Ehrlich wurde damit Amtsnachfolger des Architekten Mariano Arana. Dieses Amt hatte er bis zum 26. Februar 2010 inne. Ab dem 1. März desselben Jahres war er Mitglied im Kabinett des Präsidenten José Mujica und leitete das Ministerium für Bildung und Kultur.
Ricardo Ehrlich ist von Beruf Biochemiker und war bis zu seiner Wahl Dekan der Chemie-Fakultät der Universität von Montevideo.